# Virgínia Quaresma
Virgínia Sofia Guerra Quaresma (Elvas, 28 de desembre de 1882 - Lisboa, 26 d'octubre de 1973) fou la primera periodista portuguesa. A més a més es distingí en els dos gèneres que fan el "pas" al periodisme modern, el reportatge i l'entrevista, i fou, juntament amb Berta Gomes d'Almeida, una de les primeres dones a llicenciar-se en Humanitats a Portugal. També fou coneguda pel seu activisme en causes socials i polítiques, sobretot en republicanisme, pacifisme i feminisme, una de les veus més actives en la lluita pels drets de les dones, la igualtat de gènere i la lliure expressió sexual. Fou un dels rostres més coneguts del feminisme negre i de la comunitat LGBT a Portugal, a la primeria del segle XX.

## Biografia

### Naixement i família
Quaresma nasqué a l'Alentejo, filla d'Ana de Conceição Guerra, treballadora domèstica, descendent d'esclaus africans, natural d'Elvas, i de Júlio Guerra Ferreira Quaresma, oficial de cavalleria de l'Exèrcit portugués, que aconseguiria el grau de general i seria comandant militar d'Açores. Fou la menor dels tres fills del matrimoni.
Com els seus germans, Eduardo i Carlos Alberto, tots dos militars de conviccions republicanes, havent participat el darrer en els successos d'octubre del 1910 i lluitat contra les tropes d'Henrique Mitchell de Paiva Couceiro a Trás-os-Montes, Virgínia tenia al principi els mateixos ideals republicans, i començà a manifestar interés per l'activisme social, amb incidència en la defensa d'algunes causes minoritàries, com els drets de les dones, la igualtat de gènere i la lliure expressió sexual; participà en sessions de propaganda republicana realitzades en centres escolars, i assumí públicament la seua homosexualitat davant una societat fortament conservadora i religiosa, fins i tot abans del Regicidi del 1908.

### Antecedents acadèmics
Per trencar les barreres i demostrar que no hi ha professions exclusivament masculines, als divuit anys continuà els estudis amb un curs d'ensenyament primari en l'Escola Normal Primària de Lisboa i, després el Curs Superior d'Arts de la Facultat d'Arts de la Universitat de Lisboa, i esdevingué una de les primeres dones a obtenir aquest títol a Portugal. Després, en seguir la carrera de periodisme, també fou la primera dona que exercí aquesta professió al país i una de les fundadores d'una de les primeres empreses de publicitat de periòdics portuguesos, Latino-Americana. Aviat fou un dels noms més coneguts impulsors de la primera onada del moviment feminista portugués i del feminisme negre a Portugal i al Brasil.

### Carrera periodística i activisme a Portugal
Al principi la seua carrera es desenvolupà en la premsa femenina. Al 1906, però, mentre treballava en el Jornal da Mulher del periòdic O Mundo, començà a publicar importants articles de caràcter feminista, reclamant la necessitat del dret al vot, la llei de divorci, la independència econòmica de les dones casades, el dret a la tutela dels fills, la igualtat salarial entre gèneres i l'accés als mateixos oficis que els homes, a més d'altres reivindicacions. Durant aquest període, també escrigué texts de crítica social, en els quals exposava casos sobre desigualtats de classe, racisme, feminicidi, violència masclista, maltractament de menors, alcoholisme i proxenetisme en la societat portuguesa.
Un any més tard, al 1907, fou redactora en cap i secretària del consell de redacció de la revista Alma Feminina (1907-1908), dirigida per l'assagista i poeta Albertina Paraíso, adreçada al públic femení, que anys més tard seria el principal òrgan d'informació del Conselho Nacional das Mulheres Portuguesas. Durant aquest any, també col·labora en el periòdic Vanguarda, en què es generà una polèmica en escriure que el feminisme havia d'adaptar-se a la realitat portuguesa, deixant de costat "exaltacions ridícules, idees prematures, combats tan violents com inútils", que fou considerat per molts com un atac a l'acció militant radical de la sufragista María Veleda de la Lliga Republicana das Mulheres Portuguesas.
Durant els primers anys de la Primera República, a causa de la seua notorietat, Quaresma començà a col·laborar en diversos diaris d'àmbit nacional publicats a Lisboa, com en O Século (1880-1977), en què treballà amb Mayer Garção, Jorge de Abreu Silva Passos i Avelino de Almeida, i assolí el càrrec de Cap d'Informació General i Reportatges Especials, i en A Capital (1910-1938), en què destacà per les seues publicacions sobre informació política, alhora que treballava com a professora d'ensenyament mitjà a la Real Casa Pia.

### Servei públic a Europa
Al febrer del 1911, el diari A Capital defensà el nomenament de Quaresma per a una missió diplomàtica, com a segona secretària de la legació, doncs tenia un curs equivalent quant a graus i càtedres necessaris per a una carrera diplomàtica. Aquesta professió, però, estava prohibida a les dones, i uns mesos després, a l'agost, el mateix diari informava que seria nomenada, en una comissió de servei públic, per a estudiar l'organització i funcionament d'establiments models per a l'educació femenina a l'estat francés, italià, suís i alemany, per a després ser aplicat en algunes escoles de Portugal.

### Carrera de periodisme al Brasil
En tornar de París, al 1912, rebé una invitació per a cobrir el sensacionalista cas de l'assassinat d'Anita Levy a mans del poeta brasiler João Barreto, el seu marit, i marxà cap a Rio de Janeiro, el Brasil, acompanyada per l'escriptora, periodista i companya Maria da Cunha, i s'hi establí fins al 1917. Durant aquests anys, feu carrera en tots dos països, treballant per als periòdics Correio Português, A Noite, A Época, Gazeta de Notícias, i el Brasil-Portugal, acompanyant moltes vegades la policia brasilera en diverses recerques, en les quals tragué a la llum el creixent nombre de crims violents masclistes, la mendicitat, l'abandó de nens i els casos de corrupció en el si de grans institucions públiques, com les mateixes forces policials. Tot i que es donà a conéixer al Brasil pel seu periodisme d'investigació, els sopars i vetllades que organitzava a sa casa, amb personatges famosos de la societat portuguesa i brasilera, s'esmentaven sovint en la premsa rosa.

### Retorn a Portugal
El 10 de gener del 1917, Maria da Cunha va morir. Quaresma decideix tornar a Lisboa, i s'instal·la a l'Hotel Palace i continua escrivint i col·laborant amb diaris i revistes. Cinc anys després, el 1922, convidada per Óscar de Carvalho Azevedo, a qui havia conegut durant la seua estada al Brasil, començà a treballar en una nova agència de notícies, l'Agência Americana de Notícias (AAN), i en fou nomenada directora de la sucursal de Lisboa.

### L'oposició a l'Estat Novo i el retorn al Brasil
Anys després, en la dècada de 1930, sota el govern de l'Estat Nou, Quaresma inicià una relació amb Maria Torres, vídua del militar i pioner de l'aviació Óscar Monteiro Torres. Malgrat ser permanentment sota el radar de la policia secreta per la seua suposada conducta lèsbica, la seua influència transfronterera li permeté utilitzar l'agència per a ajudar monetàriament alguns col·legues de professió i activistes antifeixistes, com ara Maria Lamas, que no trobaven faena, oferint-los el lloc de col·laboradors. Després d'organitzar iniciatives culturals i diplomàtiques d'intercanvi entre el Brasil i Portugal, i davant la creixent persecució i el risc de ser detinguda per la PIDE (Policia Internacional i de Defensa de l'Estat), Quaresma marxa de nou a Rio de Janeiro, on resideix amb la seua nova companya, Madame Silva Passos, vídua del seu col·lega periodista Silva Passos del diari O Século.

### Darrers anys de vida
Després de la mort de la seua parella, torna a Portugal en els darrers anys de la dècada dels 60, i continua escrivint articles i concedint entrevistes a periòdics i revistes, no sols de Portugal i Brasil, sinó també de l'estat espanyol, francés i dels Estats Units, sobre la importància del feminisme, la lluita per la igualtat de salaris i moltes altres batalles pels drets de les dones a mitjan segle xx.
Virgínia Quaresma mor el 26 d'octubre del 1973, a Lisboa, d'un atac al cor, als 90 anys.

## Pacifisme, republicanisme i feminisme
Partidària del col·lectivisme en detriment de l'individualisme, Quaresma formà part d'organitzacions feministes al llarg dels anys.
Com a pacifista, entrà en la secció feminista de la Liga Portuguesa da Paz, junt amb Maria Olga de Moraes Sarmento da Silveira, Adelaide Cabete, Carolina Beatriz Ângelo, Branca de Gonta Colaço, Albertina Paraíso, Maria do Carmo Lopes i Cláudia de Campos, entre altres activistes feministes; també va pertànyer al Comité Portugués de l'associació La Paix et le Désarmement par les Femmes, de Sylvie Camille Flammarion, creada al desembre del 1906.
El 1910, entrà en la Liga Republicana das Mulheres Portuguesas, organització política feminista fundada per Ana de Castro Osório i António José de Almeida, amb el suport del Partit Republicà Portugués. Tingué un paper rellevant en la campanya a favor de l'aprovació de la llei de divorci i intervingué en l'emblemàtica assemblea general de l'associació feminista, realitzada el 26 d'octubre del 1910. Aquest mateix any, per invitació del president de la Lliga Feminista, intervingué en la sessió d'homenatge a la metgessa feminista francesa Madeleine Pelletier, realitzada l'11 de desembre a Lisboa, i va pronuncià "un substanciós discurs sobre el feminisme, concloent-hi que la propaganda feminista ha de començar ja i prosseguir amb perseverança, qualssevol que siguin els obstacles que trobe en el seu camí". Un any després, el 3 de novembre del 1911, participà en la sessió organitzada pel Grupo das Treze en memòria de la primera dona que votà a Portugal, la metgessa feminista Carolina Beatriz Ângelo.
Durant la Primera Guerra Mundial, realitzà actes benèfics per a ajudar les víctimes, els orfes de guerra, els soldats ferits i les seues famílies, i entrà en l'organització de dones Cruzadas das Mulheres Portuguesas, presidida per l'esposa del president, Elzira Dantas Machado.

## Reconeixements
Després de la Primera Guerra Mundial, pels serveis prestats als orfes i vídues de guerra, se li donà el rang d'oficial de l'Orde Militar de Santiago de l'Espasa, el 28 de juny de 1919.
El seu nom donà lloc a alguns topònims en algunes ciutats, com ara a Belém (estat de Pará, el Brasil), Lisboa, Setúbal i Almada.
El 2010, es feu un segell postal commemoratiu sobre les dones que han contribuït activament a la història de Portugal.